# Гран-Канария (женский баскетбольный клуб)
«Гран Канария» (исп. Gran Canaria) — испанский женский баскетбольный клуб из Лас-Пальмас-де-Гран-Канария. Лучшим достижением команды в чемпионате Испании были «серебряные» медали в 2000 году. Обладатель кубка Ронкетти в сезоне 1998/99 — единственная испанская команда, игравшая в финалах «второго» по статусу европейского клубного турнира.

## История
В 1980 году на базе местных молодёжных команд был образован профессиональный клуб «Гран Канария», который с 1983 года постоянный участник элитного дивизиона испанской лиги. Самые лучшие выступления команды приходятся на конец 90-х гг начало 2000-х. В сезоне 1998/99 «Гран Канария» стал первым и последним испанским клубом владевшим Кубком Ронкетти. В финале, в двухматчевом противостоянии, был обыгран израильский «Рамат-Хашарон», в гостях – 72:79, дома – 64:54.
Следующий сезон стал воистину самым обидным в истории команды, она в двух турнирах остановилась в шаге от победы. В чемпионате Испании клуб с Канарских островов на протяжении всего соревнования лидировал и занял первое место в таблице, что давало преимущество своей площадки в плей-оффе. В финале «Гран Канария» встретился с «Сельта Банк» из Виго, и в первом матче на выезде одержал победу – 63:55, но затем случилось невероятное, «Сельта» выиграла два матча подряд в Лас-Пальмасе (68:60, 64:52) и стала чемпионом Испании. За месяц до этого проигрыша «Гран Канария» уступила в финале Кубка Ронкетти итальянскому «Лавеццини Баскет» в обоих матчах (60:64, 56:63). Слабым утешением того года стала победа в кубке Испании.    
В истории команды есть ещё одно участие в финале европейского кубка, это Кубок Европы (первый сезон нового турнира после ушедшего в историю кубка Ронкетти). Безоговорочно обыграв в полуфинале хозяина «Финала четырёх» самарский «ВБМ-СГАУ» — 86:64, «Гран Канария» вышла в финал на французский «Экс-ан-Прованс». Перед последней четвертью испанки вели в матче со счётом 56:51, но француженки не сдались, и в конечном итоге выиграли матч — 80:71.
С 2008 по 2013 годы команда не попадает в стадию плей-оффа национального чемпионата, занимая в итоговой таблице с 6 по 10-е места. Прогресс в результатах клуба наступил в сезоне 2013/14, с приходом в команду двух американок Бриттани Чамберс и Челси Дэвис. По итогам первенства баскетболистки заняли 3-е место, при этом лучшим игроком турнира, по версии Eurobasket.com, была признана центровая команды Асту Ндур, а Чамберс стала лучшим бомбардиром испанского чемпионата (18,5 очков в среднем за матч).

## Титулы
- Серебряный призёр  чемпионата Испании: 2000
- Обладатель кубка Ронкетти: 1999
- Финалист кубка Ронкетти: 2000
- Финалист кубка Европы: 2003
- Обладатель кубка Испании: 1999, 2000

## Известные игроки
- Ива Перованович
- Рози Санчес
- Ева Монтесдеока